# Скандоларо (Перуђа)
Скандоларо је насеље у Италији у округу Перуђа, региону Умбрија.
Према процени из 2011. у насељу је живело 95 становника. Насеље се налази на надморској висини од 459 м.